# おとぎ話みたい
『おとぎ話みたい』（おとぎばなしみたい、英題：Like A Fairy Tale）は、日本の青春映画。監督・脚本は山戸結希。
本編は、田舎の高校に通うしほが自分に理解を示した社会科教師・新見に抱く恋心を描くドラマパートと、バンド「おとぎ話」のライブ映像が交互に登場する構成となっている。

## 公開とその反響
2013年4月にMOOSIC LAB 2013で初公開され、グランプリほか三冠を獲得した。2014年12月には再編集された「完全版」がテアトル新宿で公開され、同館での実写・レイトショー公開作品における1週目の動員記録を13年ぶりに更新した。
2015年、第24回日本映画プロフェッショナル大賞ベスト10に選出された。6月には英語字幕つきの「インターナショナルバージョン」が公開された。2016年6月、『おとぎ話みたい 〜LIVE FOREVER Ver.〜』がDVDとブルーレイで9月16日にリリースされることが発表された。

## キャスト
- 高崎しほ - 趣里
- 新見先生 - 岡部尚
- 河西さん - 小林郁香
- 杉本さん - 井土紀州
- 通りすがりのお姉さん - 寺嶋由芙
- 駆け抜ける女の子 - 椎名琴音
- おとぎ話 - おとぎ話

## スタッフ
- 原作・監督・脚本：山戸結希
- 企画：直井卓俊（MOOSIC LAB 2013）
- アソシエイトプロデューサー：平林勉
- 撮影：今井孝博
- 美術：井上心平、松原夏子
- 照明：中西克之
- 音響設計：小川武
- リミキサー：小野川浩幸
- 音楽：おとぎ話
- スタイリスト：
- 編集：平井健一
- 振付・ダンス指導：KaoRi
- ヘアメイク：Masayo
- 衣装デザイン：末高ヨーコ
- スチール：タイコウクニヨシ
- タイトル：神保賢志
- 宣伝：長井龍
- 宣伝美術：あきやまなおこ
- Web制作：Sol-project design team!
- 製作・ 配給：寝具劇団

## 劇中曲
- 光の涙
- GALAXY
- ピーターラビット
- superstar
- AMAZING LIGHTS
- BIS
- I LIKE SPORTS
- E.T.M
- NO SOS
- Boy's don't cry
- WHITE SONG
- COSMOS
- OTOGIVANASHI WILL NEVER DIE